# Приключение в бассейне
«Приключение в бассейне» (англ. The Deep End) — 15 серия 1 сезона американского мультсериала «Гравити Фолз».

## Сюжет
В Гравити Фолз самый жаркий день. По новостям говорят об открытии бассейна в Гравити Фолз, и семья Пайнс (и Зус) идут туда. Мэйбл встречает парня, в которого она влюбляется и идёт к нему. Стэн, Диппер и Зус встречают Венди, которая является спасателем и бросает в Стэна водяными шариками. Венди говорит, что нужен ещё помощник, и Диппер соглашается быть помощником спасателя, но ему нужно это сказать Мистеру Крутому. Мэйбл встречает того парня и они начинают говарить. Когда Мэйбл предлагает куда-нибудь пойти и обсохнуть, он отказывается, говоря, что у него есть страшный секрет.
В это время Мистер Крутой и Диппер обсуждают вопрос о принятии на работу. Диппер говорит, что справится с работой, и Крутой принимает его. Стэн показывает Зусу идеальный пляжный шезлонг. Стэн хочет на него сесть, но тут же появляется Гидеон и первый занимает шезлонг. Как только Стэн его хватает, Венди сажает Стэна в тюрьму бассейна, срок — 2 часа за хулиганство.
Мэйбл приносит «Таинственному одиночке» сэндвич и просит, чтобы он рассказал свой секрет. Он всё же соглашается и показывает, что он русал. Мэйбл удивляется этому, и спрашивает, что он тут делает. Русалдо начал рассказывать свою трагическую историю:
он плавал со своими друзьями дельфинами, но попал в сеть, грузовик поехал в Гравити Фолз, и там он сбежал из грузовика, попав в озеро, Русалдо почти выбрался, но его ударило бревно и он упал на берег, лишивший зуба. Он бы умер от обезвоживания, если бы не доброта лесных животных, и случайно попал в бассейн.
В это время Стэн пытается отомстить Гидеону бликами солнца. Последний отражает солнечного зайчика Стэна ему в глаза.
Венди и Диппер прикалываются над Зусом, разыгрывая его с помощью говорящих надувных уточек, которых нужно спасти из рабства. День работы бассейна подошёл к концу и мистер Крутой даёт Дипперу ключи, чтобы тот всё запер на замок. Так как бассейн начал закрываться, Мэйбл пообещала русалу, что придёт к нему вечером.
Вечером Мэйбл принесла в бассейн альбом, в котором показывала русалу, что любят делать люди. Русалдо начал грустить, вспоминая свою семью. Мэйбл решает помочь ему выбраться. Утром Диппера подзывает Мистер Крутой. Он показывает ему сломанный сачок и приказывает ему остаться на ночь близ бассейна в качестве патрульного. Ночью Стэн проникает на территорию бассейна и занимает шезлонг. Зус перелез через забор, но был отправлен Диппером домой. В эту же ночь Мэйбл приезжает к бассейну на гольф-мобиле и забирает Русалдо в ящике. Диппер гонится за ней на машине. Они останавливаются у озера Гравити Фолз. Диппер догоняет Мэйбл и спрашивает, зачем она похитила имущество бассейна. Она показывает ему Русалдо. После они его отпускают и дают мегафон, чтобы тот мог найти свою семью. Диппер расстроенный возвращается к бассейну.
Утром Мистер Крутой со скандалом увольняет его. Позже выясняется, что была уволена и Венди. Мэйбл, грустная, сидит в бассейне босиком и, оказывается, получает от Русалдо несколько писем в бутылках — он вернулся к своей семье и живёт хорошо, а ещё у русалов 17 сердец. Настроение Мэйбл сразу поднимается. План Стэна по заниманию шезлонга сработал, но не до конца — Гидеон намазал его клеем.

## Вещание
В день премьеры эпизод посмотрели 4,5 миллиона человек.

## Отзывы
Обозреватель веб-сайта The A.V. Club Аласдер Уилкинс поставил эпизоду оценку «B», отметив, что он изобилует шутками, и «чувство юмора в нём зачастую склоняется к глупому и широкому смыслу, чего не было со времён „Диппера против мужественности“». Однако, по словам критика, несмотря на то что в эпизоде многие шутки проходят, в него с трудом вписываются два крупных приглашённых персонажа — водяного красавца Мэйбл Русалдо и ненормального босса Диппера — Мистера Крутого. «Одним из достоинств сериала являются тонкие, чувственные характеристики даже самых странных персонажей, и, хотя Русалдо и Мистер Крутой не карикатурны, им не хватает глубины, которую „Гравити Фолз“ обычно обеспечивает своим приглашённым персонажам».
Уилкинс называет самой сильной историей невозможный роман Мэйбл с Русалдо. Он отмечает, что «неуклюжие романтические жесты дают Кристен Шаал [актрисе, озвучившей Мэйбл] множество возможностей обыграть неловкость 12-летней девочки, поскольку она преподносит Русалдо пропитанный сэндвич и изображает попытку поцелуя как эффект кислых конфет». Решающим значением для истории Уилкинс называет «поворотный момент, который включает в себя первоначальное намерение Мэйбл, в первую очередь состоявшее в том, чтобы получить свой первый поцелуй любыми необходимыми средствами — девочка искренне увлечена Русалдо, но в явно детской манере, которая построена на том, чтобы расчёсывать друг другу волосы и делиться фотоальбомами своей семьи, используя свои ноги».
Обозреватель пишет, что непреодолимая сила эпизода заключается в том, как он «показывает романтическую любовь как в самой эгоцентричной и детской, так и в самой щедрой и зрелой форме; его сдвиг между ними — мощная концепция, которую можно представить зрителям как молодым, так и пожилым».